# Belgische Badmintonmeisterschaft 1950
Die Belgische Badmintonmeisterschaft 1950 fand in Brüssel statt. Es war die zweite Auflage der nationalen Badmintonmeisterschaften von Belgien.	

## Titelträger
| Disziplin    | Sieger                 |
| ------------ | ---------------------- |
| Herreneinzel | Stan Joy               |
| Dameneinzel  | Nancy Penning          |
| Herrendoppel | Stan Joy J. B. Laidlaw |
| Damendoppel  | Nancy Penning Boomer   |
| Mixed        | Stan Joy Nancy Penning |